# Asclepias erosa
Asclepias erosa ist eine Pflanzenart der Gattung Seidenpflanzen (Asclepias) aus der Unterfamilie der Seidenpflanzengewächse (Asclepiadoideae). Das Artepitheton erosa bezieht sich auf die gezackten Blattränder. Asclepias erosa gehört zu den größten amerikanischen Seidenpflanzengewächsen.

## Beschreibung

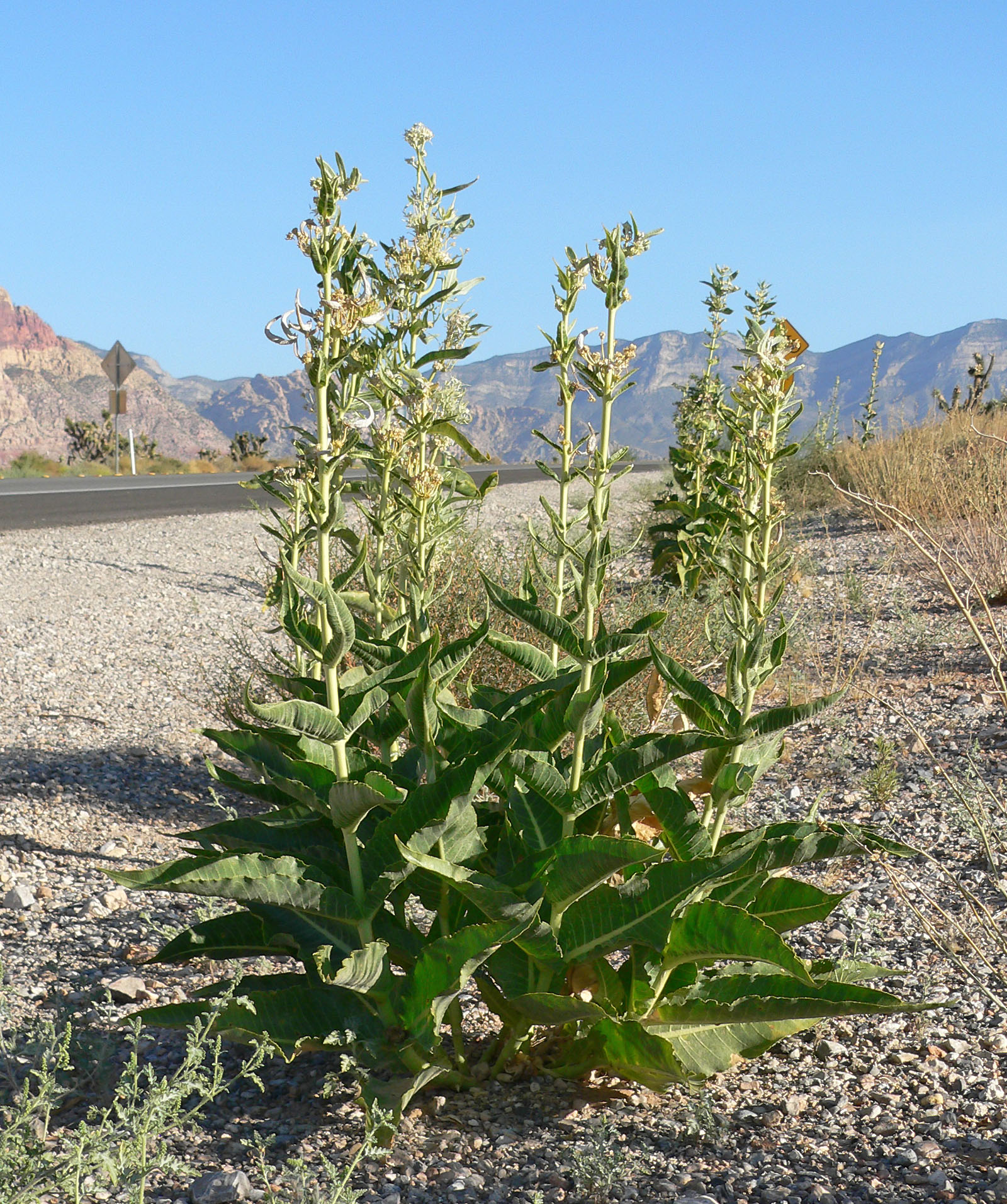
Habitus und Lebensraum von Asclepias erosa

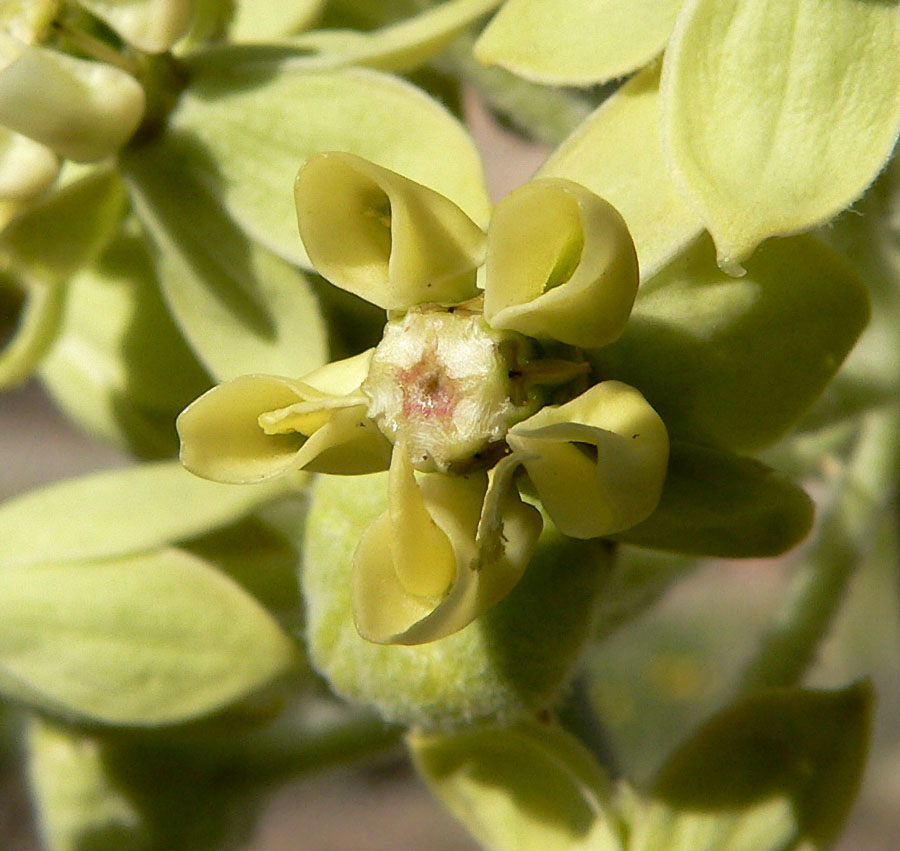
Detail der Blüte

### Vegetative Merkmale
Asclepias erosa ist eine massige, ausdauernde krautige Pflanze, die Wuchshöhen von 1 bis 2 Meter erreicht. Die 8 bis 20 Stängel sind verhältnismäßig dick, einfach oder selten auch verzweigt und an ihrer Basis mehr oder weniger stark verholzt. Frische Stängel sind fein behaart, später werden sie kahl. 
Die gegenständig am Stängel angeordneten Laubblätter sind kurz gestielt oder sitzend. Die einfache Blattspreite ist breit-oval, gelegentlich auch länglich-oval oder elliptisch mit zugespitztem und kurzem Ende. Die Blattbasis ist breit-herzförmig und amplexicaul, d. h. den Stängel umfassend. Die Blätter sind 6 bis 24 cm lang und 2,5 bis 11 cm breit. Sie sind fest häutig, gelegentlich auch subsukkulent. Der Blattrand ist fein gezackt. Bei frischen Blätter ist die Oberfläche mit weißen, feinen Härchen besetzt; mit zunehmendem Alter werden sie kahl und hellgrün. 

### Generative Merkmale
Die meist einzeln, selten auch gepaart, in einigen der obersten Blattachseln stehenden Blütenstände enthalten viele Blüten. Die 2 bis 12 Zentimeter langen Blütenstandsschäfte sind fein weiß behaart. Auch die 1,2 bis 3,5 cm langen Blütenstiele sind fein weiß behaart. 
Die relativ großen Blüten sind zwittrig, radiärsymmetrisch und fünfzählig mit doppelter Blütenhülle. Die fünf Kelchblätter sind mit einer Länge von 4 bis 6 mm lanzettförmig. Die fünf hell gelblich-grünen Kronblätter sind 9 bis 10 mm lang. Das weißlich-grüne oder auch cremefarbene Gynostegium besitzt einen kurzen, konischen Stiel, der eine Höhe von etwa 2 mm und einen Durchmesser von etwa 3 mm besitzt. Die Nebenkronenzipfel sind sehr breit oval, breit abgestumpft an der Spitze und ungefähr 4 mm lang. Der hornförmige Sekundärfortsatz liegt über die ganze Strecke dicht an. Er ist sichelförmig und ungefähr so lang wie die staminalen Nebenkronenzipfel. Der Griffelkopf ist konisch, oben abgeschnitten und ungefähr 3 mm lang und 4 mm breit. Blüten erscheinen von April bis Oktober. 
Die aufrecht auf nach oben gebogenen Stielen stehenden Balgfrüchte sind mit einer Länge von 5 bis 7 cm sowie einer Breite von 2 bis 3 cm breit-spindelförmig und oben kurz zugespitzt. Ihre Oberfläche ist glatt. Die Samen sind mit einer Breite von 13 mm sehr breit-oval und besitzen einen 1,5 mm langen, hellbraunen Haarschopf. 

## Vorkommen
Asclepias erosa kommt in den US-amerikanischen Bundesstaaten Arizona, Kalifornien, Nevada und Utah sowie im mexikanischen Bundesstaat Baja California vor. Sie gedeiht in Höhenlagen zwischen etwa 50 bis etwa 1500 Meter. Sie wächst dort in trockenen Schluchten, Erosionsrinnen und Canyons, wo nur unregelmäßig und selten Regen fällt. Auch entlang von Highways und Eisenbahnlinien wird sie gefunden.